# Hogesnelheidslijn Peking-Harbin
De hogesnelheidslijn Peking-Harbin (Standaardmandarijn: 京哈客運專線) is een Chinese hogesnelheidslijn die Peking door de provincies Hebei, Liaoning, Jilin en Heilongjiang met Harbin verbindt. De lijn heeft een totale lengte van 1.234 kilometer en telt 37 stations. De volledige lijn werd op 22 januari 2021.
De lijn wordt uitgebaat door China Railway High-speed (CRH), een dochter van China Railways. De lijn is aangelegd voor een kruissnelheid van 350 km/h.

## Belangrijkste steden
- Peking
- Chengde
- Chaoyang
- Shenyang
- Changchun
- Harbin